# Tetrastichus byersi
Tetrastichus byersi är en stekelart som beskrevs av Burks 1963. Tetrastichus byersi ingår i släktet Tetrastichus och familjen finglanssteklar. Inga underarter finns listade i Catalogue of Life.